# SN 2009ls
SN 2009ls – supernowa typu II odkryta 23 listopada 2009 roku w galaktyce NGC 3423. W momencie odkrycia miała maksymalną jasność 15,10m.